# موناد (فلسفه)

نقطه‌ی محاط در دایره توسط فیثاغورثی‌ها و یونانیان بعدی برای نشان دادن «موناد» یا مطلق به کار می‌رفت.

موناد (انگلیسی: monad)، لایبنیتس این واژه را به جواهر بسیطی اطلاق کرده‌است که اشیاء از تجمع آنها به وجود می‌آید. اساس این جواهر یگانه، آگاهی و ادراک است.

## لفظ موناد
لفظ موناد (مناد)(Monade)، اصلاً یک لفظ یونانی است، (Monas), (Monados) و به معنی وحدت است. افلاطون آن را به مثال (ایده) اطلاق کرده‌است و بعضی افلاطونیان قرن دوازدهم میلادی آن را از این جهت که واحد و بسیط است، به خدا، اطلاق کرده‌اند.

## مناد درفلسفه
موناد در فلسفه لایبنیتس عبارت است از جوهر فرد روحانی ای که حد وسط بین جواهر جسمانی و صور عقلی است. جوهر بسیط مونادها از آگاهی برخوردارند و جامع بین وحدت و کثرت هستند. از ویژگی‌های موناد حالات شعور و حیات و فاعلیت است. فاعلیت موناد دارای دو جنبه داخلی و خارجی است. اشتها از لحاظ خارجی همان نیروی طبیعی است و از لحاظ داخلی، اراده است.

## ذرات حقیقی
«این مونادها ذرات حقیقی جهان هستند.» مناد گرایی نظریه کسی است که معتقد است جهان مرکب از مونادها است، یعنی مرکب از جوهرهای فردی که تابع یک اصل روحانی درونی وحدت آفرین است.

## بسیط مطلق
در نظر لایبنیتس موناد جوهر بسیطی است که اصلاً اجزاء ندارد. چیزی که اصلاً دارای اجزاء نباشد، بسیط مطلق نامیده می‌شود.
موناد را می‌توان اصل نامادی نیرو دانست.
طبق تفسیر رئالیستی یا از منظر فلسفه طبیعت، موناد ها هر چند غیر مادی اند، ولی حاصل ترکیب آنها جهان عینی مادی خواهد بود و آنها را می‌توان اجزا یا عناصر این جهان دانست. کانت مایل است که مونادولوژی را به معنای مابعدالطبیعی یا ایده آلیستی تفسیر کند.

## ابن سینا
«هر چیزی که در حقیقت و ماهیتش بسیط باشد، اجزاء مقوم ندارد.»

## اصالت معنی
جز موناد و ادراک‌های آن چیزی وجود ندارد، و در نتیجه اشیاء فقط تصورات است، اما اصالت تصور مطلق نیست، برای این که افزون بر صور، جوهرهای روحی هست که پایه و دسته کننده مونادها است، پس آن را مذهب اصالت روحی باید خواند.